# Leersia
Leersia Sw. é um género botânico pertencente à família Poaceae.< Popularmente chamada de Grama.

## Sinônimos
- Aplexia Raf.
- Asprella Schreb. (SUS)
- Blepharochloa Endl.
- Endodia Raf.
- Ehrhartia Weber (SUS)
- Homalocenchrus Miegev. (SUS)
- Laertia Gromov (SUS)